# 1980-as fedett pályás atlétikai Európa-bajnokság
Az 1980-as fedett pályás atlétikai Európa-bajnokságot Sindelfingenben, Nyugat-Németországban rendezték március 1. és március 2. között. Ez volt a 11. fedett pályás Eb. A férfiaknál 11, a nőknél 8 versenyszám volt. 
Bakosi Béla hármasugrásban Európa-bajnok lett, Paróczai András 800 méteren, Mátay Andrea magasugrásban ezüstérmet szerzett.

## A magyar sportolók eredményei
Magyarország az Európa-bajnokságon 11 sportolóval képviseltette magát.
Érmesek
| Érem  | Versenyző       | Versenyszám | Dátum      |
| ----- | --------------- | ----------- | ---------- |
| Arany | Bakosi Béla     | Hármasugrás | március 1  |
| Ezüst | Mátay Andrea    | Magasugrás  | március 1. |
| Ezüst | Paróczai András | 800 m       | március 2. |

## Éremtáblázat
(A táblázatban Magyarország és a rendező nemzet eltérő háttérszínnel kiemelve.)
| Helyezés | Nemzet         | Arany | Ezüst | Bronz | Összesen |
| 1.       | NSZK           | 5     | 3     | 4     | 12       |
| 2.       | Lengyelország  | 4     | 4     | 2     | 10       |
| 3.       | Szovjetunió    | 4     | 2     | 6     | 12       |
| 4.       | Csehszlovákia  | 1     | 2     | 0     | 3        |
| 4.       | Magyarország   | 1     | 2     | 0     | 3        |
| 6.       | Jugoszlávia    | 1     | 1     | 1     | 3        |
| 7.       | Franciaország  | 1     | 0     | 1     | 2        |
| 8.       | Bulgária       | 1     | 0     | 0     | 1        |
| 8.       | Olaszország    | 1     | 0     | 0     | 1        |
| 10.      | Írország       | 0     | 1     | 1     | 2        |
| 11.      | Ausztria       | 0     | 1     | 0     | 2        |
| 11.      | Belgium        | 0     | 1     | 0     | 2        |
| 11.      | Hollandia      | 0     | 1     | 0     | 2        |
| 11.      | Svédország     | 0     | 1     | 0     | 2        |
| 15.      | Nagy-Britannia | 0     | 0     | 1     | 1        |
| 15.      | Románia        | 0     | 0     | 1     | 1        |
| 15.      | Spanyolország  | 0     | 0     | 1     | 1        |
| 15.      | Svájc          | 0     | 0     | 1     | 1        |

## Érmesek
- WR – világrekord
- CR – Európa-bajnoki rekord
- AR – kontinens rekord
- NR – országos rekord
- PB – egyéni rekord
- WL – az adott évben aktuálisan a világ legjobb eredménye
- SB – az adott évben aktuálisan az egyéni legjobb eredmény

### Férfi
| Versenyszám | Arany                             | Arany     | Ezüst                            | Ezüst  | Bronz                              | Bronz  |
| ----------- | --------------------------------- | --------- | -------------------------------- | ------ | ---------------------------------- | ------ |
| 60 m        | Marian Woronin · Lengyelország    | 6,62      | Christian Haas · NSZK            | 6,62   | Alekszandr Akszinyin · Szovjetunió | 6,63   |
| 400 m       | Nyikolaj Cserneckij · Szovjetunió | 46,29     | Karel Kolář · Csehszlovákia      | 46,55  | Remigijus Valiulis · Szovjetunió   | 46,75  |
| 800 m       | Roger Milhau · Franciaország      | 1:50,2    | Paróczai András · Magyarország   | 1:50,3 | Herbert Wursthorn · Spanyolország  | 1:50,4 |
| 1500 m      | Thomas Wessinghage · NSZK         | 3:37,6 CR | Ray Flynn · Írország             | 3:38,5 | Pierre Délèze · Svájc              | 3:38,9 |
| 3000 m      | Karl Fleschen · NSZK              | 7:57,5    | Klaas Lok · Hollandia            | 7:57,9 | Hans-Jürgen Orthmann · NSZK        | 7:59,9 |
| 60 m gát    | Jurij Cservanyov · Szovjetunió    | 7,54 CR   | Romuald Giegiel · Lengyelország  | 7,73   | Javier Moracho · Spanyolország     | 7,75   |
| Magasugrás  | Dietmar Mögenburg · NSZK          | 2,31      | Jacek Wszoła · Lengyelország     | 2,29   | Adrian Proteasa · Románia          | 2,29   |
| Rúdugrás    | Konsztantyin Volkov · Szovjetunió | 5,60 CR   | Vlagyimir Poljakov · Szovjetunió | 5,60   | Patrick Abada · Franciaország      | 5,55   |
| Távolugrás  | Winfried Klepsch · NSZK           | 7,98      | Nenad Stekić · Jugoszlávia       | 7,91   | Stanisław Jaskułka · Lengyelország | 7,85   |
| Hármasugrás | Bakosi Béla · Magyarország        | 16,86     | Jaak Uudmäe · Szovjetunió        | 16,51  | Gennagyij Kovtunov · Szovjetunió   | 16,45  |
| Súlylökés   | Zlatan Saracevic · Jugoszlávia    | 20,43     | Jaromír Vlk · Csehszlovákia      | 20,19  | Ivan Ivančić · Jugoszlávia         | 19,48  |

### Női
| Versenyszám | Arany                              | Arany     | Ezüst                            | Ezüst  | Bronz                               | Bronz  |
| ----------- | ---------------------------------- | --------- | -------------------------------- | ------ | ----------------------------------- | ------ |
| 60 m        | Szofka Popova · Bulgária           | 7,11      | Linda Haglund · Svédország       | 7,14   | Ljudmila Kondratyjeva · Szovjetunió | 7,15   |
| 400 m       | Elke Decker · NSZK                 | 52,28     | Karoline Käfer · Ausztria        | 52,70  | Tatyjana Gojscsik · Szovjetunió     | 52,71  |
| 800 m       | Jolanta Januchta · Lengyelország   | 2:00,6 CR | Anne-Marie Van Nuffel · Belgium  | 2:00,9 | Liz Barnes · Nagy-Britannia         | 2:01,5 |
| 1500 m      | Tamara Koba · Szovjetunió          | 4:12,5    | Anna Bukis · Lengyelország       | 4:13,1 | Mary Purcell · Írország             | 4:14,2 |
| 60 m gát    | Zofia Bielczyk · Lengyelország     | 7,77 WR   | Grazyna Rabsztyn · Lengyelország | 7,89   | Natalja Lebegyeva · Szovjetunió     | 8,04   |
| Magasugrás  | Sara Simeoni · Olaszország         | 1,95 CR   | Mátay Andrea · Magyarország      | 1,93   | Urszula Kielan · Lengyelország      | 1,93   |
| Távolugrás  | Anna Włodarczyk · Lengyelország    | 6,74 CR   | Anke Weigt · NSZK                | 6,68   | Sabine Everts · NSZK                | 6,54   |
| Súlylökés   | Helena Fibingerová · Csehszlovákia | 19,92     | Eva Wilms · NSZK                 | 19,66  | Beatrix Philipp · NSZK              | 17,59  |